# 福塔莱萨-杜塔博康
福塔莱萨-杜塔博康是巴西托坎廷斯州的一个市镇。总面积621.558平方公里，总人口2101人，人口密度3.4人/平方公里。